# Więzadło poboczne łokciowe
Więzadło poboczne łokciowe (łac. ligamentum collaterale ulnare) – w anatomii człowieka jedno z więzadeł stawu łokciowego. Przyczepia się do nadkłykcia przyśrodkowego kości ramiennej, następnie biegnie po łokciowej stronie torebki stawowej i kończy się częściowo na brzegu łokciowym wcięcia bloczkowego kości łokciowej, a częściowo u podstawy wyrostka dziobastego.